# Haurania
Haurania es un género de foraminífero bentónico de la subfamilia Hauraniinae, de la familia Hauraniidae, de la superfamilia Pfenderinoidea, del suborden Orbitolinina y del orden Loftusiida. Su especie tipo es Haurania deserta. Su rango cronoestratigráfico abarca desde el Liásico medio (Jurásico inferior) hasta el Bathoniense (Jurásico medio).

## Discusión
Clasificaciones previas incluían Haurania en la familia Spirocyclinidae, de la superfamilia Loftusioidea, así como en el suborden Textulariina del orden Textulariida o en el orden Lituolida.

## Clasificación
Haurania incluye a las siguientes especies:
- Haurania amiji †
- Haurania deserta †
- Haurania pusilla †
- Haurania shuanghuensis †
- Haurania sinaica †
- Haurania thailandensis †

En Haurania se ha considerado el siguiente subgénero:
- Haurania (Platyhaurania), aceptado como género Platyhaurania